# 도평의사사
도평의사사(都評議使司)는 고려 말 충렬왕이 도병마사를 개칭한 관청으로, 국정을 총괄하는 기구였다.
도당이라는 이름으로도 불리며 조선 초까지 유지되었다.

## 개설
1279년(충렬왕 5년) 도병마사(都兵馬使)를 개칭하였다. 고려 전기의 도병마사는 순전히 국방·군사 면에 대한 일시적 회의 기관에 불과하였다. 그러나 무인 집권이 끝난 후 도병마사는 도평의사사로 개편되어 그 구성과 기능이 더욱 확대 강화되었다. 재부(宰府, 첨의부)·밀직(密直) 이외에 3사(三司)의 정원(正員)도 재추(宰樞)로서 도당(都堂), 즉 도평의사사에 합좌(合坐)하게 되고, 여기에 상의(商議)까지 합하여 고려 말기에는 구성원이 70, 80명으로 확대되었다. 그 기능도 합의 기관인 동시에 국가 서무를 직접 관장하는 행정기관으로 되었으며, 임시기관에서 상설기관으로 변하였다. 왕지(王旨)나 중앙의 제사(諸司), 지방 여러 도의 안렴사(按廉使)도 도당에 일원화되어 도당은 중앙의 최고 정무기관이 되었다.
도평의사사는 조선 왕조가 성립한 후 그대로 계속되었다. 이성계는 즉위 직후 도평의사사를 최상위(最上位) 기구로 하여 이를 정비 개정했다. 그 후 1400년(정종 2년) 의정부(議政府)로 개칭하고, 1401년(태종 1년) 문하부(門下府)를 통합하여 백규서무(百揆庶務)를 관장하게 됨으로써 고려의 도평의사사는 조선의 의정부로 개편되었다.

## 같이 보기
- 도병마사